# Catalina de Palancia
Catalina Moriggi (Pallanza, 1437-6 de abril de 1478), también conocida como Catalina de Pallanza, fue una religiosa católica italiana, fundadora de las Monjas Eremitas de la Orden de San Ambrosio de Nemus.

## Biografía
Catalina Moriggi nació en Pallanza, Novara, hacia el 1437. Desde su juventud fue influenciada por la predicación de Alberto de Sarteano, un fraile franciscano del convento de milanés de Sant'Angelo. En 1450 se unió a un grupo de pías mujeres que llevaban vida eremita en las grutas del Sacro Monte di Varese.  Con el tiempo, a pesar de las dificultades impuestas por algunos eclesiásticos que veían mal que mujeres anduvieran a suerte, con cinco de sus compañeras y la ayuda del duque Galeazzo María Sforza, fundó las Monjas Eremitas de la Orden de San Ambrosio de Nemus. El nuevo instituto religioso fue aprobado por el papa Sixto IV, mediante bula Pastoralis officii cura, del 10 de noviembre de 1474.
Luego de profesar los votos religiosos, el 10 de agosto de 1476, Catalina fue nombrada como primera abadesa del monasterio de Sacro Monte di Varese, donde murió el 6 de agosto de 1478. Su sucesora, Benedetta da Biumo, escribió la primera biografía de la fundadora.

## Culto
Luego de la biografía escrita por la sucesora de Catalina Moriggi y el aprecio y devoción de sus compañeras, la fama de la fundadora se extendió por la ciudad de Milán y de ahí en todo el Gran Ducado. En Pentecostés de 1729, el obispo de Bobbio, en nombre del cardenal Benedetto Odescalchi, confirmó el culto tributado por el pueblo, junto al de una de sus compañeras en la fundación de las monjas ambrosianas, Juliana Puricelli. Los restos de las beatas fueron trasladados al santuario mariano construido en honor a ellas, en Milán, donde todavía se veneran.
El 12 de septiembre de 1769, la Sagrada Congregación de Ritos reconoció el culto inmemorial de las dos beatas, confirmado después por el papa Clemente XIV, el 16 de septiembre del mismo año. Su fiesta se celebra el 6 de abril y tiene el rango de solemnidad en el santuario mariano donde se conservan sus restos y en el monasterios de las ambrosianas de Sacro Monte di Varese. En la iglesia de San Leonardo en su pueblo natal, Pallanza, tiene una capilla dedicada a ella.